# Próximas elecciones parlamentarias de Corea del Norte
Las elecciones parlamentarias de Corea del Norte, estaban previstas a celebrarse en abril de 2024 para elegir a los 687 miembros de la 15.ª Asamblea Suprema del Pueblo. Sin embargo, se considera probable que se retrasaran o cancelaran debido a la falta de comunicación del gobierno norcoreano sobre el tema, posiblemente debido a los esfuerzos de Kim Jong-un para aprobar una enmienda a la constitución antes de las elecciones, lo que definiría a Corea del Norte como un estado separado de Corea del Sur, y el Sur también sería designado como el "enemigo principal" del Norte.
Solo habrá un candidato en la boleta electoral en cada circunscripción, aunque los votantes pueden votar en contra de ese candidato tachando su nombre en la papeleta electoral.
Los observadores internacionales consideran probable que la votación no sea ni libre ni justa.